# یک‌ششم دنیا
یک‌ششم دنیا (روسی: Шестая часть мира) یک فیلم صامت در سبک مستند به کارگردانی ژیگا ورتوف است که در سال ۱۹۲۶ منتشر شد.
فیلم با سفر به مناطق دوردستِ اتحاد جماهیر شوروی، زندگی مردم آن نواحی و ثروت بالقوهٔ سرزمین شوروی را به نمایش می‌گذارد. اگرچه پراودا (نشریه ارگان کمیته مرکزی حزب کمونیست شوروی پیشین) این فیلم را ستود، اما منتقدان برجسته روس، از آن انتقاد کردند.